# Association de la Régie théâtrale
Pour les articles homonymes, voir ART.
L'Association de la Régie théâtrale (ART) est une association loi de 1901 fondée en 1911 et reconnue d'utilité publique par décret du 14 mars 1924. Elle a pour objet la conservation de toutes documentations sur le théâtre à Paris et sa région : relevés de mise en scène, manuscrits, programmes, correspondances, photographies, affiches, maquettes de décors et de costumes, collections de périodiques… Depuis 1969, son siège social, pour y poursuivre son action, ainsi que toutes ses collections, sont installés à la Bibliothèque historique de la ville de Paris, selon une convention signée alors avec la Préfecture de Paris puis renouvelée en 2007, puis en 2012 par la Mairie de Paris. Ses multiples documents sont à la bibliothèque en consultation libre ou soumise aux ayant droit, avec une visibilité partielle sur son site internet.

## Historique
Paris, à la fin du XIXe siècle est un lieu essentiel de la création lyrique et théâtrale. À une époque où les organismes sociaux ne sont pas encore inventés, Hubert Génin, directeur de la scène du théâtre du Châtelet et journaliste au journal Comœdia, lance l’idée de la création d’une amicale qui unirait les régisseurs et directeur de scène - également metteurs en scène à l’époque - dans un but de confraternité, de solidarité et d’aide aux plus anciens. L’Amicale des Régisseurs de théâtre est créée le 29 décembre 1911. Elle rassemble 48 régisseurs œuvrant sur les plus grandes scènes de la capitale.
En 1916, la maison de retraite de Ris-Orangis est fondée avec l’aide de Blon D'hin et de Dranem. La création de la journée des artistes plus connue sous la dénomination Sabot de Noël, toujours en action durant les fêtes de fin d’année dans les théâtres, suivra dès 1919, avec la participation de l’Amicale.
C’est après 1918 que la notion de l'importance du relevé de mise en scène prend son essor, suivi de la création d’une bibliothèque constituée, au départ, par tous les dons des sociétaires. En 1923, l’association s’installe 18, rue Laffitte et y organise ses collections. 

### Reconnaissance d’utilité publique
Le 14 mars 1924, par décret présidentiel signé Alexandre Millerand, l’association est reconnue d’utilité publique. L’organisation se structure, un catalogue est commencé. Louis Jouvet, inscrit sous le matricule 274, et Gaston Baty, envisagent de créer un enseignement spécifique, mais renoncent en raison de la crise de 1929. En 1934, l’Amicale devient Association des Régisseurs de Théâtre et poursuit son développement, participant ainsi à l’exposition universelle de 1937, comme en témoigne un article du journal l’Illustration signé Emile Vuillermoz titré L'Envers du décor ". Durant la Seconde Guerre mondiale, les sociétaires parviennent à préserver leurs collections des risques de l'Occupation.

### Accord avec le syndicat des metteurs en scène
En 1946, Gaston Baty, Président du nouveau syndicat des metteurs en scène obtient du syndicat des Directeurs de Théâtre que le travail du metteur en scène soit reconnu comme œuvre de l’esprit. Le relevé reprend son importance et devra être déposé à l’Association des Régisseurs de Théâtre. Plusieurs metteurs en scène, André Barsacq, Raymond Rouleau, Pierre Dux, Jean Mercure, donnent l’exemple.
En 1955, Gabriel-Daniel Vierge rationalise l’organisation et le rayonnement de la Bibliothèque qui reçoit quelques subsides de l’État et de la société des auteurs (SACD).

### Création du «Prix du Brigadier»
En 1958, c’est Jacques-Louis Antériou, ancien membre du Cabinet du secrétariat d’État aux beaux-arts, qui est appelé à présider l’association. Il sera à l’initiative de la création du Prix du Brigadier en 1960, décerné pour la toute première fois à Château en Suède de Françoise Sagan, aidée par l’Association des amis de la Bibliothèque de l’ART.

### Installation à la Bibliothèque historique de la Ville de Paris
En 1969, la situation devient difficile, les locaux sont devenus trop exigus et le financement manque. Un accord est pris avec la Préfecture de Paris pour installer au sein de la Bibliothèque historique de la ville de Paris, à la fois l’Association qui poursuivra sa mission et son fonds, dans les locaux réhabilités depuis peu de l’Hôtel d'Angoulême Lamoignon. Cette nouvelle organisation va permettre un classement plus scientifique et une meilleure conservation des documents.

### Création de la «Théâtrothèque» et modification des statuts
Le relevé écrit de mise en scène étant devenu de plus en plus obsolète, une idée d’enregistrement sur support vidéo, avec l’arrivée des premières cassettes, prend corps. Cette Théâtrothèque, nécessitant deux ans de négociations avec les syndicats professionnels concernés, deviendra opérationnelle, sous la présidence de Serge Bouillon en 1975. Une mise en œuvre artisanale fera les premières captations sur support VCR. Les difficultés de la maintenance technique du matériel et son évolution constante feront, qu'à partir de 1983, cette mission sera confiée à Olivier Morel qui vient de fonder L'Envol. C'est toujours lui qui, depuis plus d'un quart de siècle, sous la vigilance des membres de l'association missionnés pour diriger cette Théâtrothèque (Fabienne Barbey, puis Jean-Pierre Granet), veille à ces précieux tournages qui privilégient la création contemporaine d'expression française, conservant ainsi leur mémoire, et qui ne sont consultables qu'après accord des ayants droit, comme les anciens relevés de mise en scène. Il n'est pas rare que certaines reprises de spectacles dans des théâtres parisiens puissent se faire grâce à ce document souvent unique.
Constatant la vocation d'expansion de l'Association, Serge Bouillon  organisera une refonte des statuts en 1976, transformant l’association en Association de la Régie Théâtrale, permettant d’élargir le recrutement à tous les cadres du spectacle, Directeurs, Administrateurs, Décorateurs, Metteurs en scène, Costumiers… 

### Des expositions… des catalogues
En 1982, Serge Bouillon souhaite qu'une première exposition permette de valoriser les collections de l'association. Elle est organisée à la Bibliothèque historique de la ville de Paris, grâce à Madame Hélène Verlet, Conservateur en chef, avec un catalogue réalisé par Marie-Odile Gigou, conservateur :Avant les trois coups. 
Depuis 1983, c’est Danielle Mathieu-Bouillon qui préside l’association, ayant mis l’accent sur l’enrichissement des collections et sur le travail des décorateurs en faisant reproduire, avec l’aide des créateurs, les décors marquants de l’après-guerre, en récupérant aussi des maquettes originales, générant ainsi une importante collection de maquettes de décors en volume et en organisant plusieurs expositions, grâce au soutien de Jean Dérens, conservateur général de la Bibliothèque historique de la ville de Paris, avec le concours notamment de Geneviève Latour, historienne du Théâtre. Ces expositions successives vont faire mieux connaître ce centre de ressources théâtrales avec lequel désormais les professionnels vont compter :
- Jacques Hébertot le magnifique à la Bibliothèque historique de la ville de Paris en 2006 (pour servir de catalogue : le livre éponyme d'Antoine Andrieux-Guitrancourt et Serge Bouillon)
- Les Bâtisseurs de rêves - Les décorateurs de théâtre 1950-1980  à la Bibliothèque historique de la ville de Paris en 2003 (livre catalogue de Roger Jouan et Alain Baude Defontaine)
- Hommage à Jean Mercure à la Bibliothèque historique de la ville de Paris en 2001 avec, pour servir de catalogue, le livre de Paul-Louis Mignon Jean Mercure, un Théâtre de la ville
- La création théâtrale dans les théâtres privés de Paris 1950-2000 organisée dans le cadre du 50e anniversaire du Centre Français du Théâtre au congrès international Utopie 2000 à Marseille au Palais du Pharo
- Les Extravagants du Théâtre - de la belle époque à la drôle de guerre à la Bibliothèque historique de la ville de Paris avec un livre catalogue de Geneviève Latour et Georges Richar en 2000
- Cyrano a cent ans exposition organisée par Danielle Mathieu-Bouillon à la Mairie du VIe arrondissement et au Théâtre National de Chaillot en 1997
- Aquarelles Photographiques exposition de photos originales de Bernard Richebé à la Bibliothèque historique de la ville de Paris puis au Théâtre du Rond-Point  en 1997
- Les Cabarets-Théâtres 1945-1965 à la Bibliothèque historique de la ville de Paris avec un livre catalogue de Geneviève Latour en 1996
- Le Théâtre, reflet de la IVe République à la Bibliothèque historique de la ville de Paris avec un livre catalogue de Geneviève Latour (Prix du Syndicat de la critique dramatique 1995)
- Jacques Noël, décorateur de Théâtre à la Bibliothèque historique de la ville de Paris en 1993 avec un livre catalogue de Christian Giudicelli, iconographie de Geneviève Latour et un film de 35 min conçu par Danielle Mathieu-Bouillon et réalisé par Xavier de Cassan en 1993
- Les Théâtres de Paris exposition organisée avec la Délégation à l'action artistique de la ville de Paris, dans plusieurs mairies, à l'occasion du 2e centenaire de la libération des théâtres, (mairies du XVe, du XIVe, du XIIIe et du Xe arrondissement), livre catalogue de Geneviève Latour et Florence Claval en 1991
- Jean-Denis Malclès - décors de théâtre à la Bibliothèque historique de la ville de Paris avec un livre catalogue de Geneviève Latour et Jean-Denis Malclès en 1990
- Petites scènes, grand théâtre (le théâtre de création de 1944 à 1960)  à la Bibliothèque historique de la ville de Paris avec un livre catalogue édité à l'occasion de la première présentation de l'exposition à la Mairie du Ve arrondissement, de Geneviève Latour en 1987

## Les collections
Ces collections, adossées aux dons initiaux des fondateurs, s'enrichissent des legs et donations des professionnels du spectacles (metteurs en scène, comédiens, techniciens, etc.) attirés par l'aspect corporatif de l'association, et par l'achat à l'occasion de diverses successions, et couvrent l'histoire du Théâtre parisien de la fin du XIXe siècle à nos jours.
Après bientôt cent années d’existence, des dons et des achats de toutes sortes de documents liés au spectacle vivant en général et au théâtre en particulier, ont augmenté l’importance du fonds de l’A.R.T. 
Du fait de leur appartenance au milieu professionnels, les membres de l’association enrichissent sans cesse cette collection de dons divers, actuels ou anciens.

### Les relevés de mises en scène dramatiques antérieurs à 1946
Ils ont été collationnés après la guerre de 1914 et dépassent les 3000 exemplaires. Une liste alphabétique par titre existe, mentionnant le nom de l’auteur, l’année de la création de la pièce, le théâtre où elle a été présentée. Plusieurs relevés différents concernent parfois la même œuvre. Certains d’entre eux sont enrichis de photos, de plans  de décors, parfois de maquettes, de plans des lumières, de listes d’accessoires, de mobilier et de costumes, voire de conduite sonore. La consultation de ces mises en scène est libre. 

### Les relevés de mise en scène dramatiques postérieurs à 1946
Compte tenu de la reconnaissance à partir de cette date du droit d’auteur du metteur en scène, ils sont sous le contrôle direct de l’Association et leur consultation est soumise à l’autorisation des ayants droit. Ces relevés, actuellement en cours de numérisation, sont les œuvres notamment des metteurs en scène de l’après-guerre ayant toujours soutenu l’Association de la Régie théâtrale. Parmi eux on peut citer :  Jean Anouilh, André Barsacq, Georges Douking, Jean Mercure, François Périer, Raymond Rouleau, Georges Vitaly, etc. 
À quelques exceptions près, depuis 1975, ces relevés sont devenus obsolètes et sont exécutés en captation vidéo du spectacle, avec une seule caméra, plein cadre, sous la direction de la Théâtrothèque de l’Association..

### Les relevés de mises en scène lyriques
Ils sont constitués d'un fonds exceptionnel de mises en scène lyriques du XIXe siècle, rassemblés par les fondateurs, qui, pour la plupart, dirigeaient au début du XXe siècle, les grandes scènes lyriques. Un relevé en est décrit dans un ouvrage publiés en 1986 par Robert Cohen et Marie-Odile Gigou, Musical life in 19th Century in France / La vie musicale en France au XXe siècle Vol. II, (Pendragon Press. New York, 1986 ), consultable sur Books-Google. Cette collection placent l'Association de la Régie théâtrale sur un pied d'égalité avec la Bibliothèque de l'Opéra de Paris sur la période donné

### Des livres
Depuis 1969, date de l’installation de la Bibliothèque de l’A.R.T. à la Bibliothèque historique de la ville de Paris, plusieurs milliers d’ouvrages que cette dernière ne possédait pas ont ainsi été rendus accessibles aux lecteurs et il en reste encore beaucoup à cataloguer.

### Des périodiques
Le XIXe siècle et le début du XXe siècle étaient riches de ces publications exclusivement consacrées au Théâtre et au spectacle vivant qui étaient alors la seule distraction. La plupart ont disparu, mais se révèlent très intéressantes pour les chercheurs. Il existe un fichier manuscrit (ancien système) avec le dépouillement des articles figurant dans ces périodiques.
Quelques exemples :
- L’Avant scène théâtre
- L’Avant scène Opéra
- Le Théâtre
- Paris Théâtre
- La Rampe
- Comœdia
- Comœdia illustrée
- Théâtre et Comédia illustré
- La Petite Illustration
- La Revue d'histoire du Théâtre
- Les Cahiers Renaud-Barrault
- Le Photo programme
- Rappels
- Acteurs
- Le Costume au Théâtre
- Etc.

### Les programmes
Chaque programme, pour peu qu'il soit enrichi d'une documentation spécifique, est une bonne synthèse de la présentation datée du spectacle. L'Association de la Régie théâtrale en détient environ 300.000 qui sont classés chronologiquement par Théâtre, actuels ou disparus, et par format. Ils remontent au milieu du XIXe siècle.
Parmi eux, près de 3000 figurent déjà dans une base de données qui leur est impartie sur le site.

### Les dossiers de presse
Il faut dissocier deux catégories :
- Les dossiers de Presse qui sont, depuis des années récentes, la présentation, à l'usage de la Presse et de la critique dramatique, des spectacles proposés, riches en renseignements sur les intentions des auteurs et sur la biographie de chacun des participants au spectacle.

- Les revues de Presse

Ils sont classés en trois séries :
- Par théâtre où l’on retrouve un dossier pour chaque spectacles dont on possède des documents
- Par personnalités, (auteurs, acteurs, metteurs en scène, décorateurs, etc.)
- Pour le Théâtre en général :

1. Les différentes manifestations,
2. Les Festivals
3. Les Molières
4. Le Gala de l’Union des Artistes
5. dossiers des établissements de la région parisienne
6. Festival d’Avignon
7. Etc.

### Les Photographies
Plusieurs dizaines de milliers de photos sont classées en deux grandes rubriques qui constituent une véritable "Photothèque" dont la Directrice est, sous le contrôle de la BHVP, la Secrétaire générale d'Honneur Annik Caubert
- Photos de scène classées par titre de pièce
- Portraits de personnalités (dans l’ordre alphabétique)
- Les photos concernant les fonds spéciaux demeurent attachées à ces derniers.

### Affiches de spectacles
Plus de  5000, format 40 x 60 cm et grand format 100x150 – 80x120x- 100x300 dont de nombreux exemplaires sont entoilées.
- par théâtre
- par manifestation (Festival, galas etc.)
- collection d’affiches anciennes (1850-1910) de spectacles de variétés et de cirque illustrées par de grands affichistes : Faria, Galice…
- maquettes originales d’affiches exécutées ou non

### Les maquettes de décors et de costumes
- Les maquettes planes de décors
- Les maquettes planes de costumes

Plus de 1 700 maquettes de décors et costumes sont répertoriées à ce jour.

### Les maquettes de décors en volume
Ce sont les constructions en volume, à l'échelle du lieu où le décor s'est inscrit, qui pour la plupart sont dans des boites confectionnées à leur mesure, nanties d'un éclairage, permettant de donner l'illusion d'être face à la scène.
Ces maquettes originales ou reconstituées selon les plans ou les conseils directs de leurs auteurs d’origine, sont au nombre de 180.

### Autographes, correspondances
Les collections recèlent nombres d’écrits manuscrits des grandes personnalités qui ont fait l’histoire du théâtre depuis le milieu du XIXe siècle. 

### Les archives des tournées théâtrales
Elles concernent les entreprises qui furent la première décentralisation :
- Fonds Herbert-Karsenty
- Archives des Galas Charles Baret 1895-1998

Il s’agit là de fonds importants concernant la quasi-totalité des archives de ces entreprises.

### Objets- Tableaux – Médailles – Accessoires
Statues, tableaux, objets, accessoires, médailles, plaques anciennes, partie du célèbre diorama de Sem et Auguste Roubille, marionnettes de Sarah Bernhardt, masques, accessoires de costumes et quelques costumes.

### Autres iconographies
- Les costumes albums recueils de gravures anciennes depuis le XVIIIe siècle
- Les caricatures avec les plus grandes personnalités depuis le milieu du XIXe siècle : Capiello, Chenal, Sennep, Gir, etc.
- Les recueils reliés d’imagerie concernant le théâtre, les lieux, les attitudes, les dessins humoristiques
- Albums photographiques anciens de certains lieux ou personnalités avec nombre de photos inédites exemple (Suzanne Desprès) – (Théâtre de l’Olympia)

### Les fonds particuliers des donateurs
Ils comprennent, entre autres archives :
- Fonds André Acquart (scénographe)
- Fonds Patrice Alexsandre (comédien, metteur en scène)
- Fonds Edouard Beaudu (journaliste, critique théâtrale)
- Fonds Suzanne Flon (comédienne)
- Fonds Jacqueline Gauthier (comédienne)
- Fonds Jacques Hébertot (directeur de théâtre)
- Fonds Georges Herbert (fondateur du Théâtre La Bruyère, directeur du Théâtre de l'Œuvre et des Tournées Herbert-Karsenty
- Fonds Maurice Jacquemont (comédien, directeur de théâtre)
- Fonds Gérard Kéryse (directeur de la scène du Théâtre de l'Œuvre et des Tournées Herbert-Karsenty
- Fonds Boris Kochno (librettiste, écrivain)
- Fonds Odette Laure (comédienne)
- Fonds Jacques Marillier (décorateur scénographe)
- Fonds Jean Mercure (comédien, metteur en scène, directeur de théâtre)
- Fonds Silvia Monfort (comédienne, directrice de théâtre)
- Fonds Jacques Noël (Décorateur scénographe)
- Fonds Agostino Pace (scénographe)
- Fonds Jean Raphanel dit Maximin Roll (journaliste, critique théâtral)
- Fonds Raymond Rouleau (comédien, metteur en scène)
- Fonds Georges Richar (scénographe)
- Fonds Jean-Marie Serreau (metteur en scène)
- Fonds Jean Servais (comédien)
- Fonds Paul Tourenne (Les Frères Jacques, comédien)
- Fonds des Tournées Baret (entreprise de tournées théâtrales 1895-1997)
- Fonds André Verdun (marionnettiste)
- Fonds Georges Vitaly (comédien, metteur en scène, directeur de théâtre)
- Fonds Roger Vitrac (dramaturge)
- etc.

### La Théâtrothèque
Collection de captations vidéo de spectacles, en consultations soumises aux ayants droit, ainsi que de nombreux enregistrements sonores de spectacles, interviews vidéos et quelques films produits sur des personnalités du spectacle (Jacques Noël, Jean-Denis Malclès, cérémonies des remises du Prix du Brigadier depuis 1984, expositions consacrées au Théâtre à la Bibliothèque historique de la ville de Paris, etc.)

## Site Internet
L'association a créé un site internet qui se veut un portail ouvert sur les collections, afin de devenir un véritable outil de travail au service des internautes et des chercheurs : www.regietheatrale.com
La mise aux normes World Wide Web WC3 est en cours pour permettre son accès aux aveugles. 